# Отважность (пароход)
Пароход «Отважность» — прообраз эсминца, созданный в 1846 российским военным и изобретателем, генерал-лейтенантом К. А. Шильдером.
Пароход был предназначен для транспортировки подводных лодок к месту проведения боевых операций. Сам пароход вооружен артиллерией и ракетными установками. Запуск ракет проводился из связок, по схеме принятой в современной реактивной артиллерии. «С помощью сих ракет, как показали опыты, можно метать с большой точностью 2-х, 3- х и 5-и пудовые бомбы», — [wunderwaffe.narod.ru/Magazine/BKM/Rus_Min/01.htm писал изобретатель] в 1830 г. военному министру.
Необходимость парохода возникла после создания подводной лодки Шильдера, в которой был применен целый ряд прорывных технических решений, включая возможность запуска ракет из подводного положения. Недостатком подводной лодки была низкая скорость передвижения, что и компенсировалось пароходом-буксировщиком.
С К. А. Шильдером над проектами подводной лодки и парохода-носителя работал изобретатель, профессор, ординарный академик Петербургской академии наук Б. С. Якоби, использовался созданный в 1812—1832 гг. профессором, членом-корреспондентом Петербургской академии наук П. Л. Шиллингом надежный электрический запал, действовавший от гальванической батареи.